# マルネウリ
マルネウリ（グルジア語: მარნეული、[mɑrnɛuli]、グルジア語ラテン翻字: Marneuli）は、ジョージア南部のクヴェモ・カルトリ州に位置する小都市。マルネウリ地区の中心都市。アゼルバイジャンおよびアルメニアと国境を接している。

## 人口
2014年の国勢調査による人口は20,211人であった。
| 年     | 人口   | 男性  | 女性   |
| ------ | ------ | ----- | ------ |
| 1989年 | 27,118 | --    | --     |
| 2002年 | 20,065 | --    | --     |
| 2014年 | 20,211 | 9,903 | 10,308 |

## 歴史
マルネウリは「ロムタゴラ＝マルネウリ」「エクレシ」「チャンダル＝サンダリ」「サルヴァニ」の村が統一したことにより成立した、大規模な集落である。最も古い集落は、13基の文献で言及のあった「ロムタゴラ」であり、アルゲティ川の右岸に巨石の城郭を複数築いた。主要な役割として機能する城があり、交通の要衝であった。巨石時代の城郭・要塞や、初期の封建制度の教会の遺跡は、現在もマルネウリの地域に保存されている。
17世紀になると、サファヴィー朝のアッバース1世が先住のジョージア人に代わり、ボルチャルのトルクメン族を入植させ、後に「ボルチャロ」と改名された。1947年、集落の名称は、古来のジョージアでの呼称である「マルネウリ」に戻された。なお1947年から1952年まではサルヴァンとも呼ばれ、この呼称はいくつかの文書・資料において現在も使用されている。マルネウリの集落は、1964年に「市」に昇格した。
今日のマルネウリには、ジョージアの空軍基地が置かれている。2008年8月8日、南オセチア紛争にて爆撃を受け、報道によると死者4人（いずれもジョージア人）、負傷者5人を出した。

## 自然
マルネウリ平原の中央、アルゲティ川沿いに位置する。気候は温暖であり、夏は暑く、冬はやや寒い。年平均気温は12℃であり、1月の平均気温は0℃、7月の平均気温は23.9℃である。最低気温記録は−25℃、最高気温記録は40℃。年間降水量は500mmである。

## 教育

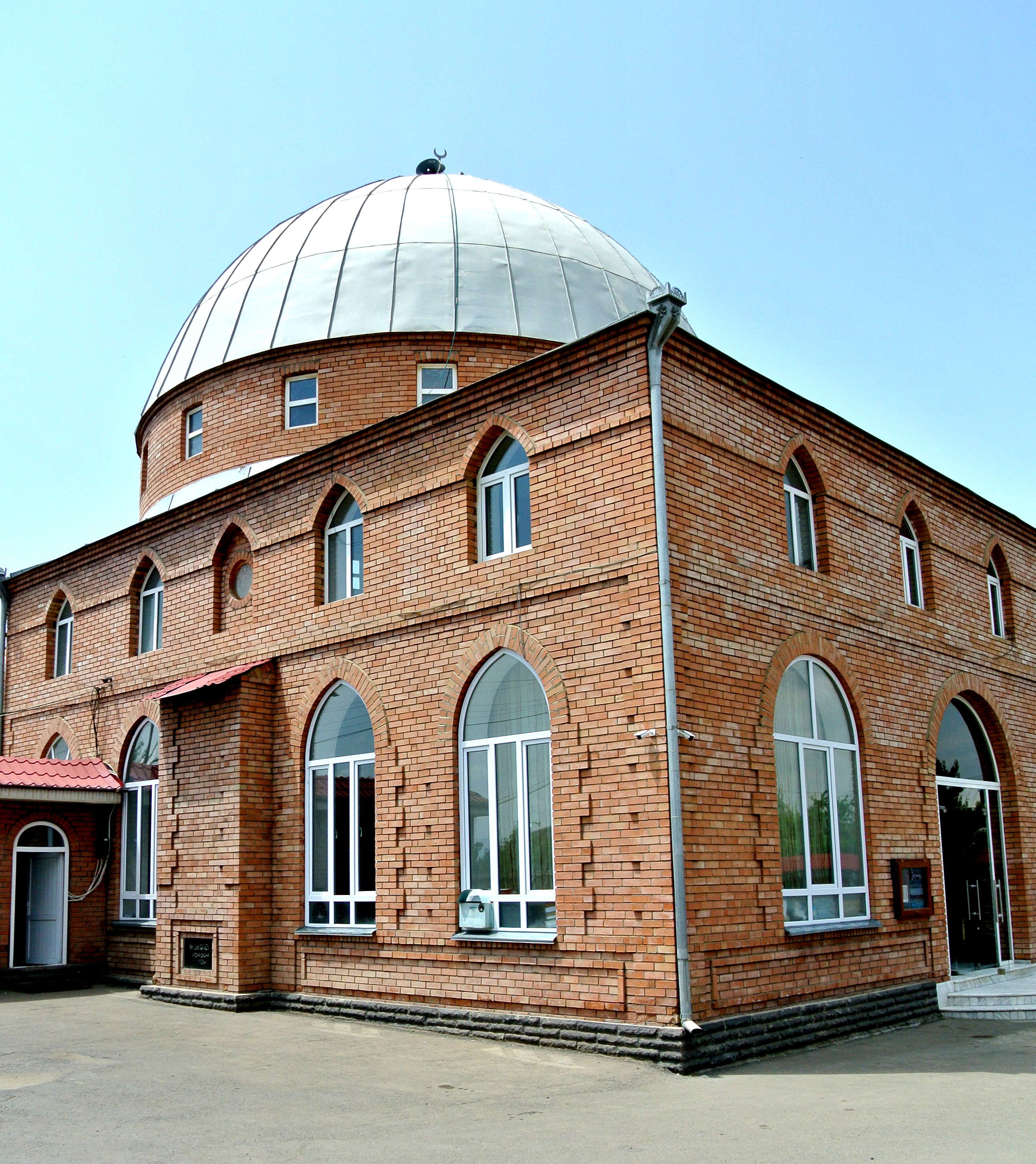
マルネウリのイマーム＝アリー・モスク

マルネウリにはトビリシ国立大学の分校が1校と、2008年に開学したヘイダル・アリエフ・ジョージア＝アゼルバイジャン人文大学がある。